# Dera Allah Yar
Dera Allah Yar (en urdu: ڈیرہ اللہ یار‎) es una localidad de Pakistán, en la provincia de Baluchistán.

## Etimología
La palabra Dera significa morada o aentamiento en Urdu, Punyabí, Sindhi, Saraiki y en otras varias lenguas. Dera Allah Yar por lo tanto significa ciudad o asentamiento de Allah Yar. Muchas ciudades de Pakistán presentan el vocablo Dera como prefijo, tal como Dera Ismail Khan y Dera Ghazi Khan.

## Sucesos
El 27 de agosto de 2008 al menos 25 personas pertenecientes al partido Jamhoori Watan (JWP-Aali) resultaron heridas cuando una bomba, que se había colocado en una motocicleta, explotó en un mitin público. Los activistas se habían reunido para conmemorar el segundo aniversario de la muerte de Akbar Bugti.

## Demografía
Según estimación 2010 contaba con 37894 habitantes.